# Nipaecoccus pitkini
Nipaecoccus pitkini är en insektsart som beskrevs av Williams och Granara de Willink 1992. Nipaecoccus pitkini ingår i släktet Nipaecoccus och familjen ullsköldlöss. Inga underarter finns listade i Catalogue of Life.